# The Agony of Fear
The Agony of Fear è un cortometraggio muto del 1915 diretto da Giles Warren (come Giles R. Warren). Basato su un soggetto di W.E. Wing, fu prodotto dalla Selig.

## Trama
Un uomo è letteralmente terrorizzato a morte.

## Produzione
Il film fu prodotto dalla Selig Polyscope Company.

## Distribuzione
Distribuito dalla General Film Company, il film - un cortometraggio in tre bobine - uscì nelle sale cinematografiche statunitensi il 30 settembre 1915.